# Ellibou-Badasso
Ellibou-Badasso est une localité du sud est de la Côte d'Ivoire, et appartenant au département de Sikensi, dans la Région des Lagunes. La localité d'Ellibou-Badasso est un chef-lieu de commune.